# Louis Sébastien Coger
Louis Sébastien Coger, né le 9 février 1779 à Besançon (Doubs), mort le 15 novembre 1853 à Valence (Drôme), est un colonel français de la Révolution et de l’Empire.

## États de service
Enfant de troupe, il est admis à la solde dans le 7e régiment d’artillerie à pied le 1er août 1784. Il fait les campagnes de 1792 à l’an II, à l’armée de la Moselle, puis celle de l’an III à l’an XIII, aux armées du Nord, de la Moselle, du Rhin, d’Irlande et d’Italie. 
Il passe canonnier le 20 mai 1795, puis brigadier fourrier le 6 juin suivant. Il se distingue le 21 août 1796, devant Neubourg, où il est blessé et a son cheval tué sous lui. Il devient maréchal des logis-chef le 1er octobre 1801, et le 27 novembre 1802, le premier Consul lui attribue une grenade d’honneur. Il est fait chevalier de la Légion d’honneur le 24 septembre 1803.
Il est nommé lieutenant en second le 22 janvier 1804, dans le 2e régiment d’artillerie à cheval, et il participe à la campagne d’Autriche en 1805. En 1806 et 1807, il fait les campagnes de Prusse et de Pologne, et il se fait remarquer le 16 octobre 1806, dans une affaire ou il est blessé de 2 coups de feu. Il reçoit son brevet de capitaine en second le 3 mars 1807, et le 17 avril suivant il est appelé à remplir les fonctions de quartier-maitre.
Capitaine en premier le 17 avril 1812, il est affecté à la Grande Armée en 1812 et 1813. Il est nommé chef d’escadron le 19 septembre 1813, et il prend le commandement du 4e bataillon du train d’artillerie.
Lors de la première restauration, il est mis en demi-solde le 1er août 1814, et le 9 mars 1815, il est rappelé à l’activité pendant les Cent-Jours. Placé à l’état-major de l’artillerie du corps d’observation de l’armée du Nord à Lille le 6 avril 1815, il est chargé après le désastre de la bataille de Waterloo de la tenue des contrôles et de la surveillance des militaires du corps de l’artillerie réunis à Montbrison. Le 19 avril 1817, il est remis en non activité.
Fait chevalier de Saint-Louis par le roi Louis XVIII, il est rappelé à l’activité le 1er juillet 1820, et placé comme major au 2e régiment d’artillerie à pied. Il est fait officier de la Légion d’honneur le 23 mai 1825, et le 23 novembre 1829, lors de la réorganisations de l’artillerie, il est maintenue dans son emploi de major. Il est promu lieutenant-colonel le 21 septembre 1830, et le 6 octobre suivant, il est placé comme sous-directeur de l’artillerie à Bastia. 
Le 24 janvier 1831, il est de retour au 2e régiment d’artillerie, et il participe à la campagne des Dix-Jours en Belgique. Il est fait officier de l’Ordre de Léopold le 10 mars 1833. Le 7 mai 1838, il est élevé au grade de colonel, et le 28 du même mois il est nommé directeur de l’artillerie à Embrun. Il est admis à la retraite le 17 février 1839, après 55 ans de service.
Il meurt le 15 novembre 1853, à Valence (Drôme).

## Sources
- A. Lievyns, Jean Maurice Verdot, Pierre Bégat, Fastes de la Légion-d'honneur, biographie de tous les décorés accompagnée de l'histoire législative et réglementaire de l'ordre, Tome 1, Bureau de l’administration, 1842, 654 p. (lire en ligne), p. 593.
- « Cote LH/560/3 », base Léonore, ministère français de la Culture
- Pasinomie : collection complète des lois, décrets, arrêtés et règlements, Bruxelles, librairie de la Jurisprudence, 1833.